# Montfaucon-en-Velay
Montfaucon-en-Velay je francouzská obec v departementu Haute-Loire v regionu Auvergne. V roce 2009 zde žilo 1 270 obyvatel. Je centrem kantonu Montfaucon-en-Velay.